# Winkler Gyula
Winkler Gyula (Vajdahunyad, 1964. március 14. –) romániai magyar politikus, közgazdász. 2004. december 29. és 2007. április 5. között a román Gazdasági és Kereskedelmi Minisztérium kereskedelmi ügyekkel megbízott minisztere volt a Romániai Magyar Demokrata Szövetség színeiben, majd 2007 augusztusa és decembere között hírközlési és informatikai miniszter. 2007-től európai parlamenti képviselő.

## Életrajzi adatok
Nős, egy gyermek édesapja. Jelenleg is szülővárosában él családjával. 1988-ban a temesvári Traian Vuia Műszaki Egyetem, Elektrotechnikai Karának elektronika és távközlés szakán szerez mérnöki oklevelet, 2001-ben a petrozsényi Tudományegyetem Közgazdasági Karának pénzügy és biztosítás szakán diplomázik. Nemzetközi kapcsolatok, védelem és biztonság, gazdaság, vállalkozásfejlesztés, menedzsment, valamint marketing területén szerzett posztgraduális képesítést romániai, magyarországi és franciaországi képzéseken.
Anyanyelve magyar. Románul anyanyelvi szinten, angolul felsőfokon, franciául középszinten, németül alapszinten beszél.

## Közéleti tevékenysége
1991 óta a Romániai Magyar Demokrata Szövetség tagja, 2001-től a Hunyad megyei szervezet elnöke. 2000-ben lett a Szövetségi Képviselők Tanácsának (két kongresszusi ülés között az RMDSZ legmagasabb politikai döntéshozó testülete) tagja, 2003 óta pedig az SZKT Szórvány Frakciójának elnöki tisztségét tölti be.

## Európai képviselő
Európai parlamenti képviselőként tevékenysége elsősorban a gazdaság és a kisebbségvédelem területén zajlik, hiszen a romániai magyar nemzeti közösség az Európai Unió egyik legjelentősebb kisebbségi közössége. Felvállaltan a Kárpát-medencei és európai kapcsolatok kiterjesztéséért és megerősítéséért dolgozik, célja a nemzeti kisebbségek és nyelvi közösségek európai szolidaritásának megerősítése.

## Politikai pályafutása
2007 decemberétől európai parlamenti képviselő, 2009-ben és 2014-ben újra mandátumhoz jut, a Nemzetközi Kereskedelmi Bizottság (INTA) tagja, a Regionális Fejlesztési Bizottság (REGI) helyettesítő tagja, 2009 és 2011 között a Pénzügyi, Gazdasági és Szociális Válsággal Foglalkozó Különbizottság (CRIS) Archiválva 2015. április 19-i dátummal a Wayback Machine-ben helyettesítő tagja.
2007-ben Románia kormányának távközlési és informatikai minisztere, előtte külkereskedelmi államtitkár a KKV, Kereskedelem, Turizmus és Szabad Foglalkozások Minisztériumában,
2004-2007 – Románia kormányának kereskedelmi ügyekkel megbízott minisztere, a Gazdasági és Kereskedelmi Minisztérium keretében,
2000-2004 – Hunyad megyei parlamenti képviselő, a Költségvetési, Pénz- és Bankügyi Bizottság tagja, 2004-ben a bizottság titkára, 2003 és 2004 között az Európai Integrációs Bizottság tagja,
1999-2000 – Hunyad megye alprefektusa,
1996-1999 – Hunyad megyei tanácsos, a Költségvetési és Pénzügyi Bizottság, valamint a Tervezési és Városfejlesztési Bizottság tagja.